# Kallaste
Kallaste város Tartu megyében (észt nyelven: Tartumaa), Észtországban. A város a Peipus-tó nyugati partján fekszik. Lakosságának döntő többsége orosz, míg az észtek csupán 15 százalékot tesznek ki a népességből.
Kallaste városát a 18. században alapították, mint orosz települést, az orosz óhitűek. 1921-ben községi rangot kapott, 1938 május elsején városi rangot kapott.

## Népessége
| Lakosok száma | 852  | 846  | 819  | 769  | 743  | 738  | 714  | 680  | 655  | 651  |
|               | 2011 | 2014 | 2015 | 2017 | 2018 | 2019 | 2020 | 2022 | 2023 | 2024 |

## Képgaléria

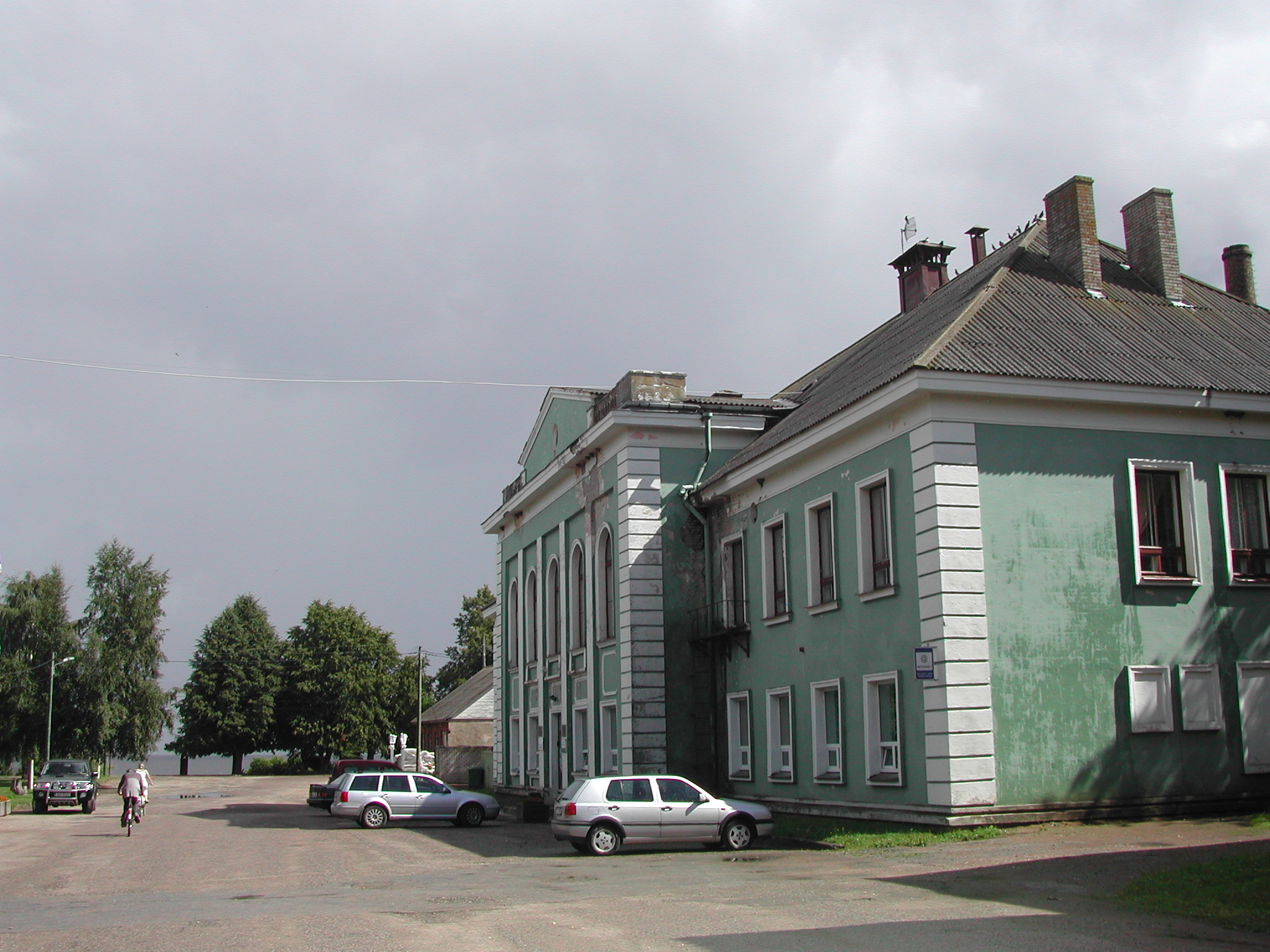
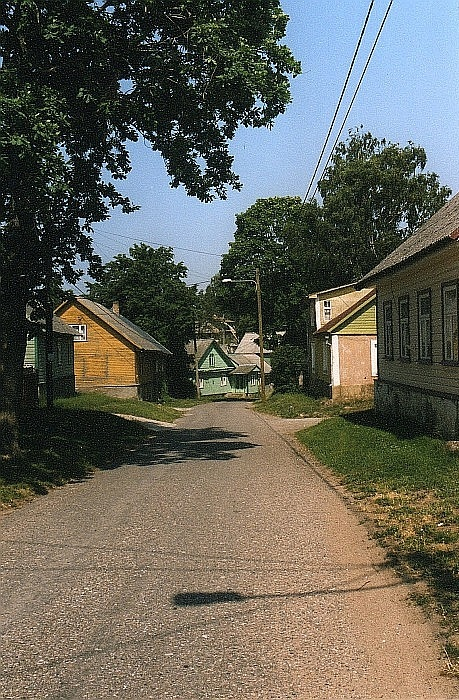
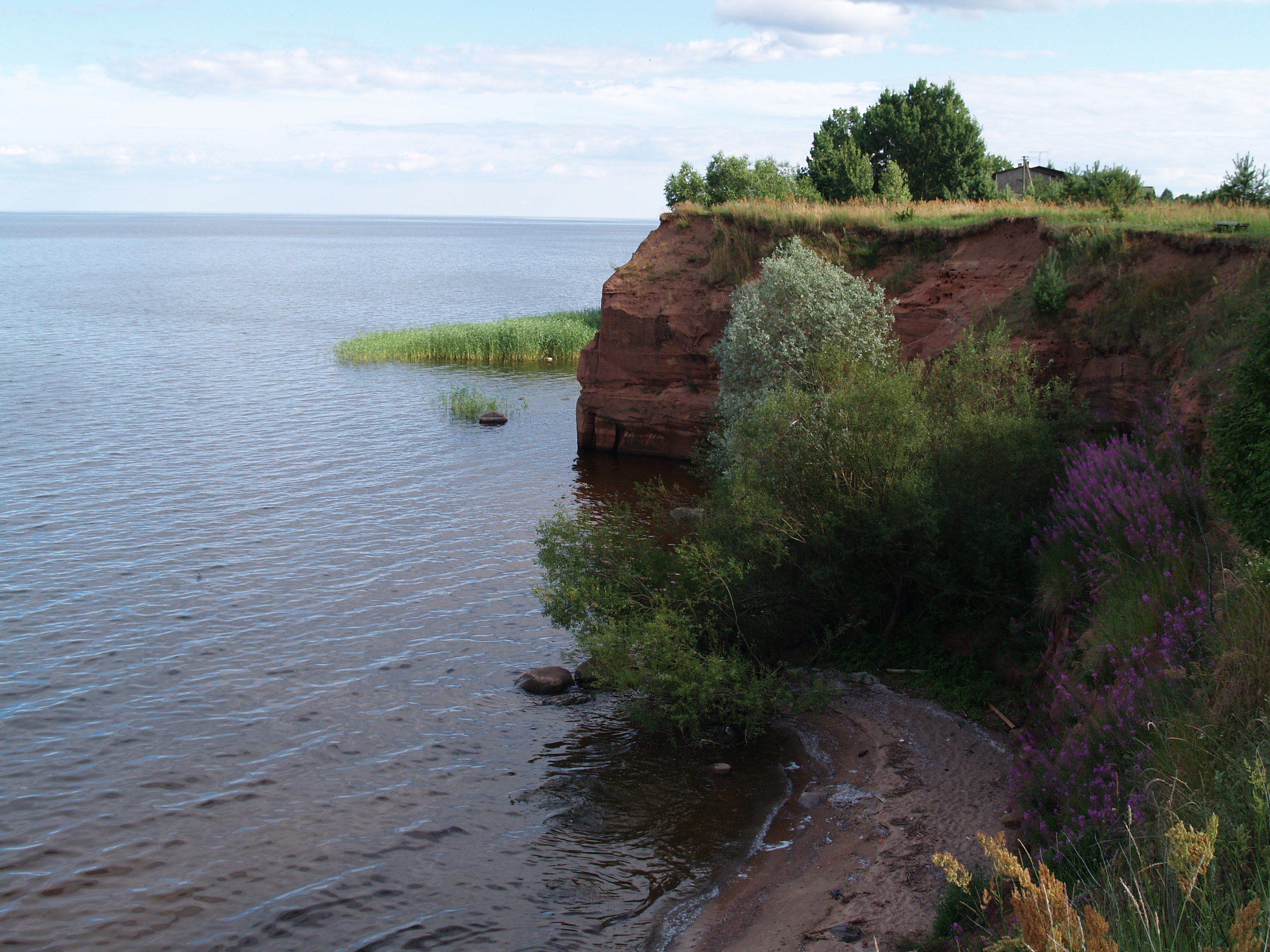
A Peipus-tó homokkő partja
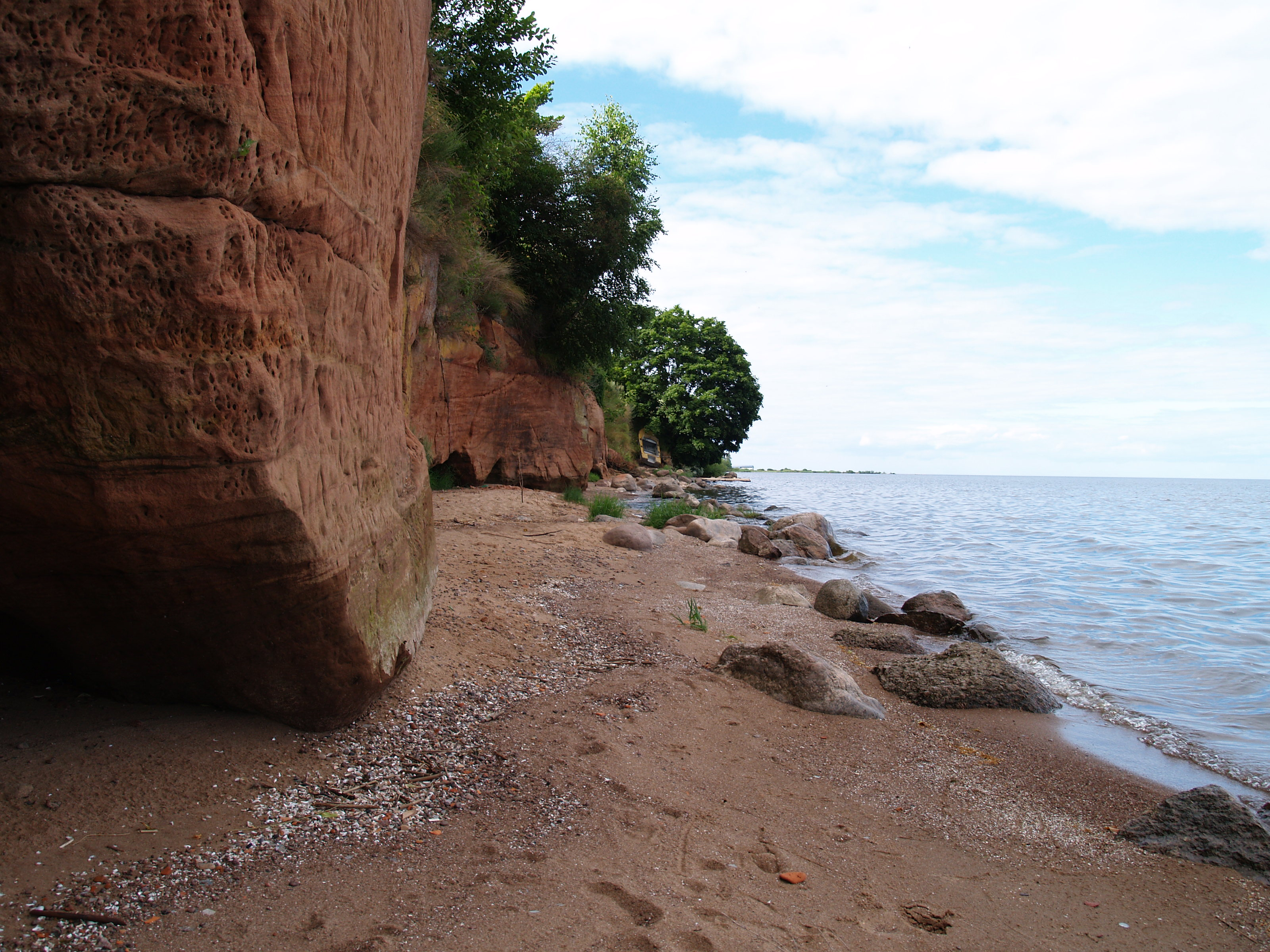
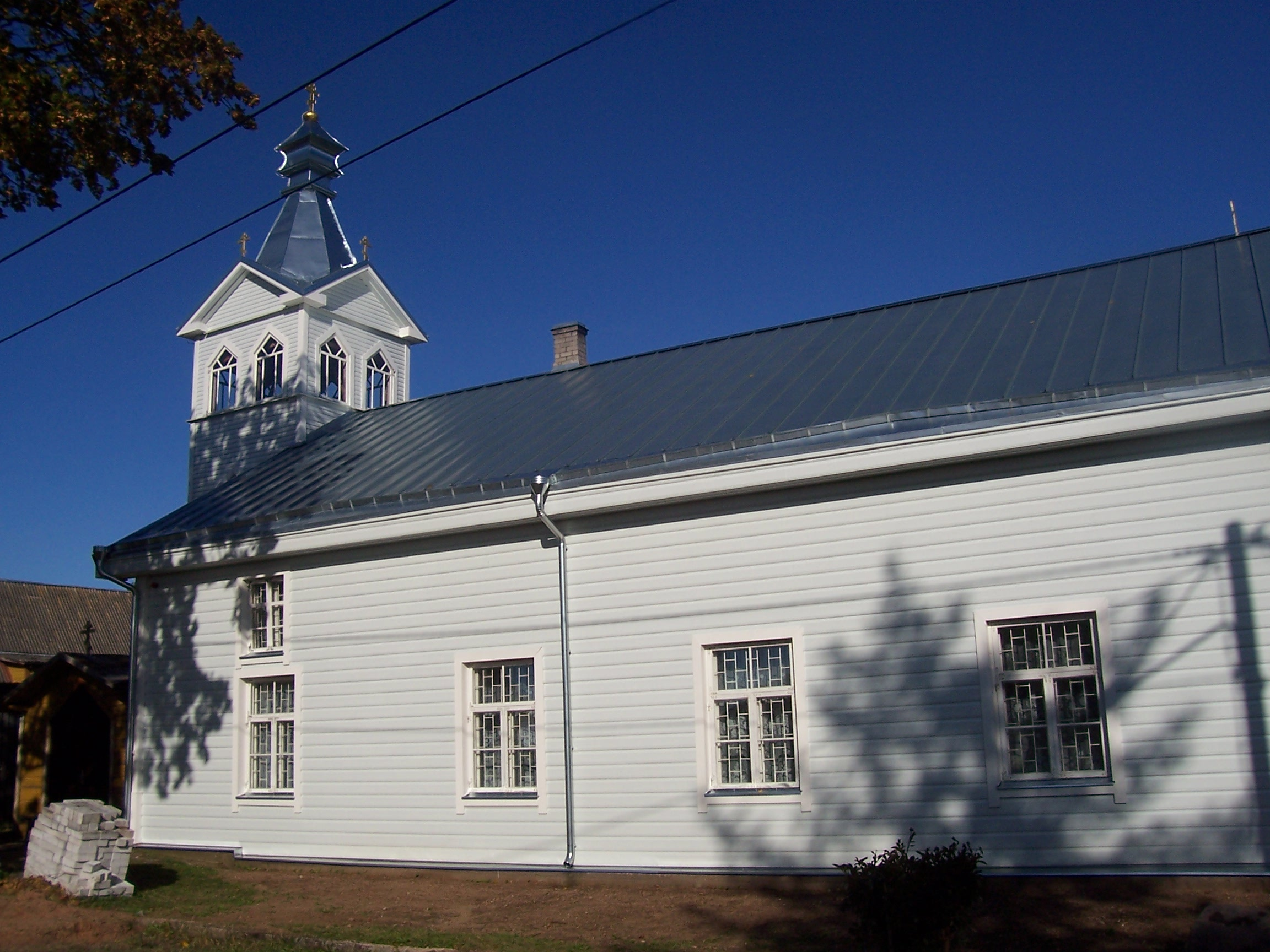
Ortodox templom
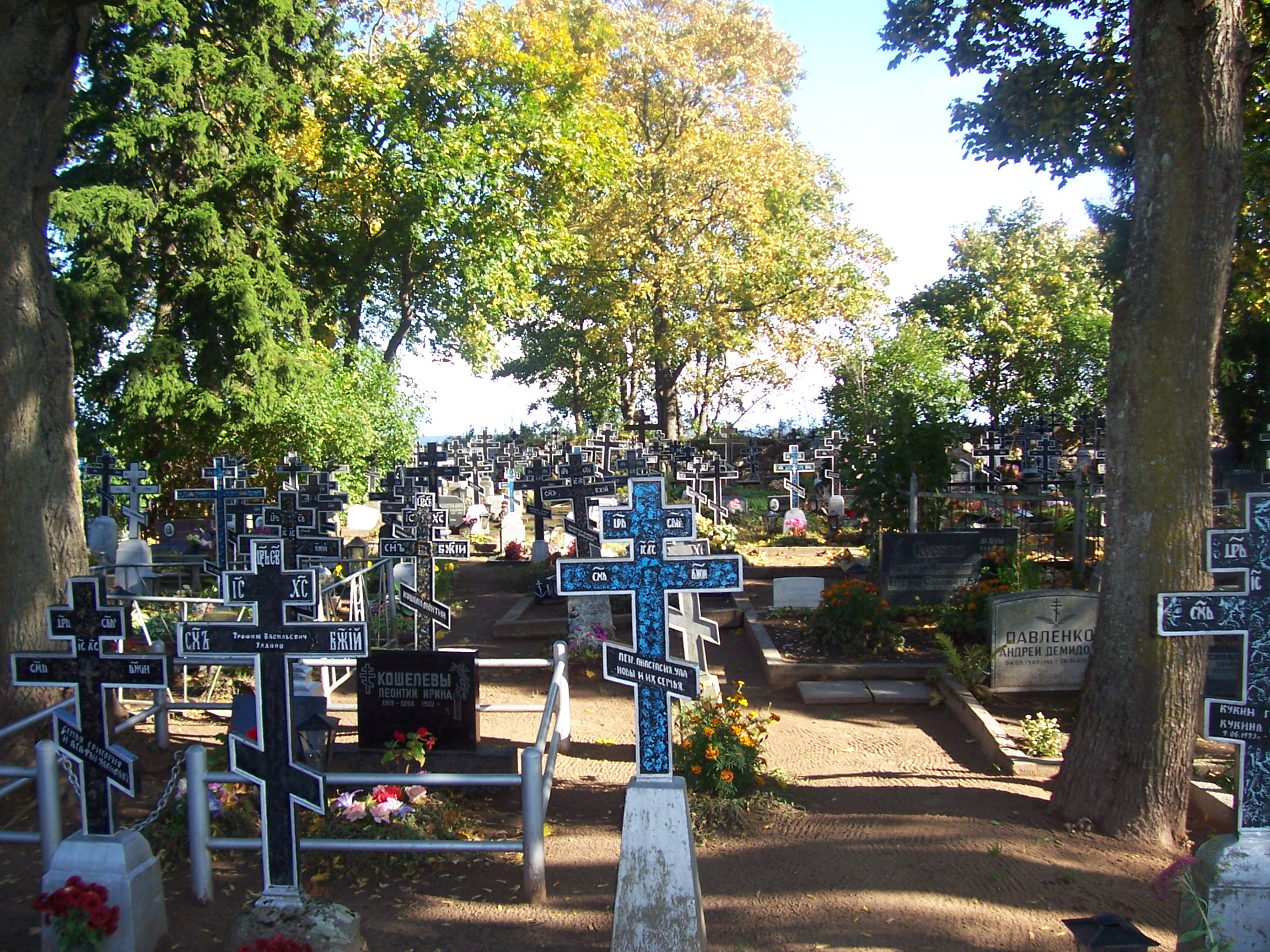
Ortodox temető
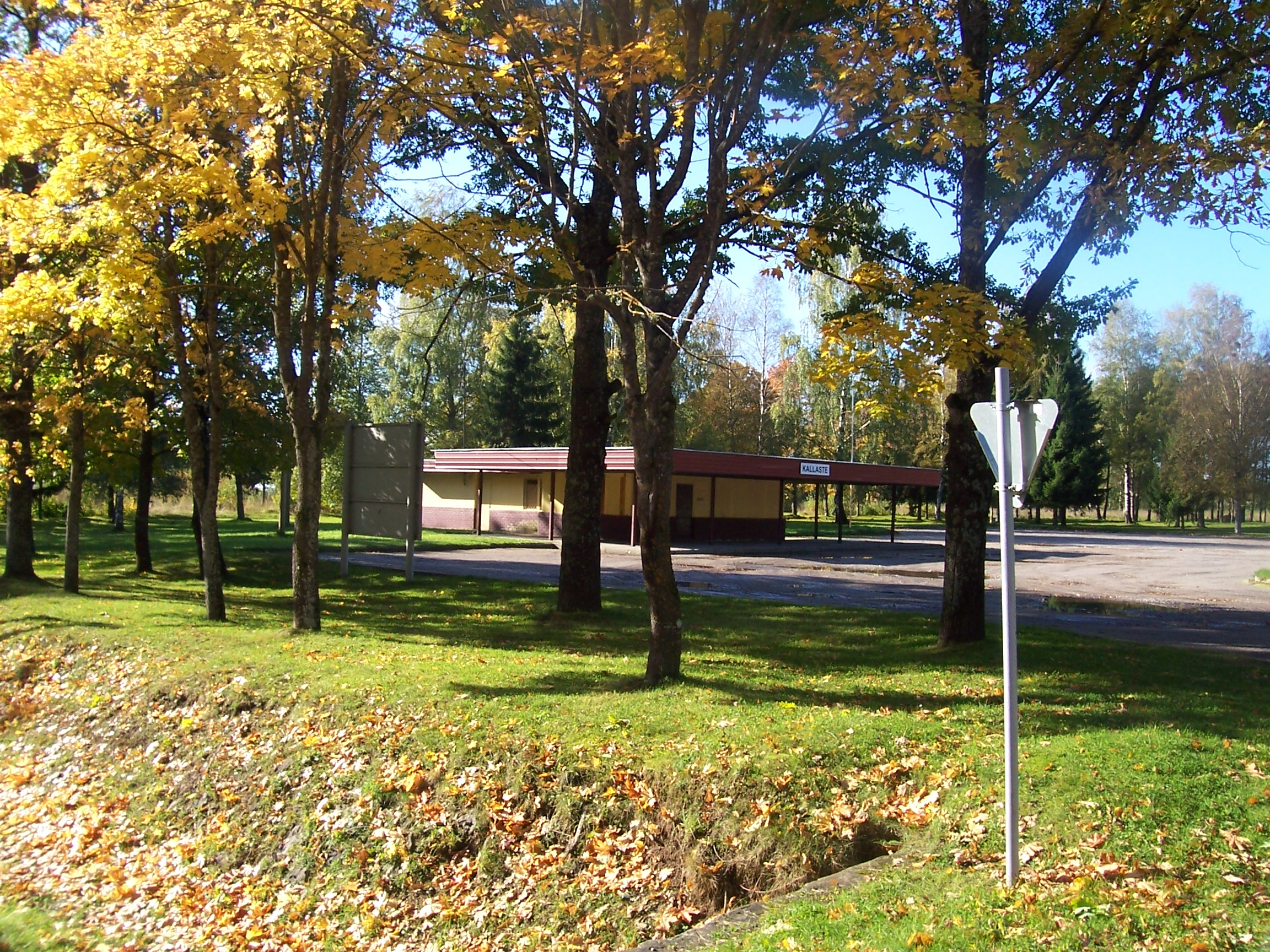
Kallaste buszpályaudvar
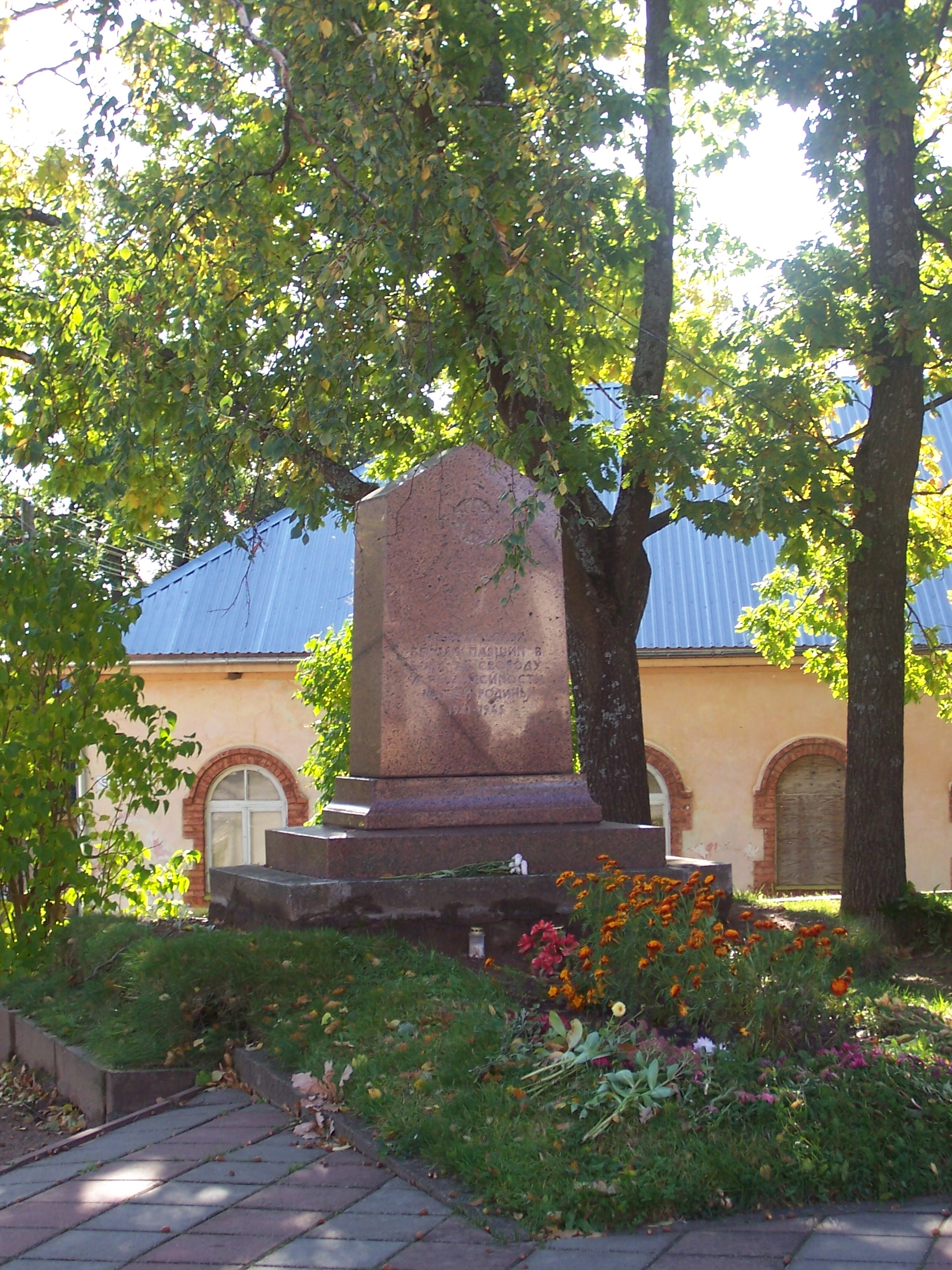
Szovjet második világháborús emlékmű

## Fordítás
- Ez a szócikk részben vagy egészben  a   Kallaste című angol Wikipédia-szócikk fordításán alapul.  Az eredeti cikk szerkesztőit annak laptörténete sorolja fel. Ez a jelzés csupán a megfogalmazás eredetét és a szerzői jogokat jelzi, nem szolgál a cikkben szereplő információk forrásmegjelöléseként.